# Château de la Flambelle
Le château de la Flambelle est une demeure aristocratique du XVIIIe siècle située dans le département de la Haute-Garonne et la région Occitanie sur la commune de Toulouse dans le quartier de Purpan.

## Histoire

### Avant le château
Un manoir était présent avant que le château ne soit construit.

### Construction du château

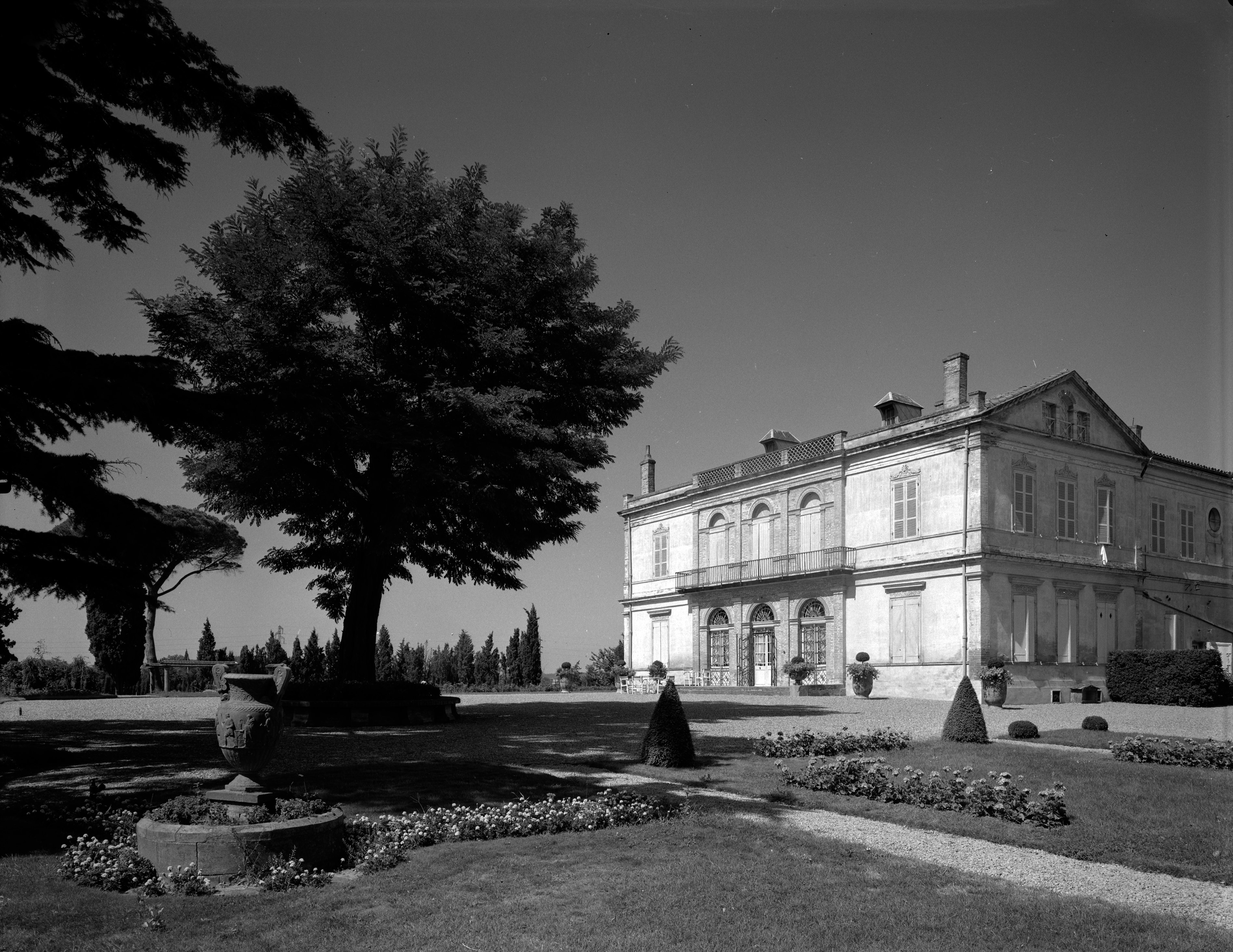
Vue de la propriété en 1964.

Le château fut construit dans les années 1740 par Jean Roux-Guy de la Flambelle.  Son pigeonnier/moulin à vent est antérieur et date de 1670.

### XXIesiècle
Propriété de la famille Pourailly depuis 1928, le château est à l'abandon depuis les années 2010 et a été incendié par des squatteurs en 2015, ce qui a partiellement détruit sa toiture.
En avril 2017, le promoteur Tagerim a déposé un permis de construire sur le terrain de ce château. Il devrait être transformé en fondation « Tagerim », destiné à des expositions. Il sera entouré d’une résidence hôtelière pour professionnels, étudiants ou touristes,.Intérêt architectural : château du XVIIIe siècle et son pigeonnier. Protection IA31129536.

## Bâtiments

### Pigeonnier
Le pigeonnier du château de la Flambelle possède une coupole à huit pans, dont quatre portent une lucarne à fronton triangulaire.

## Galerie

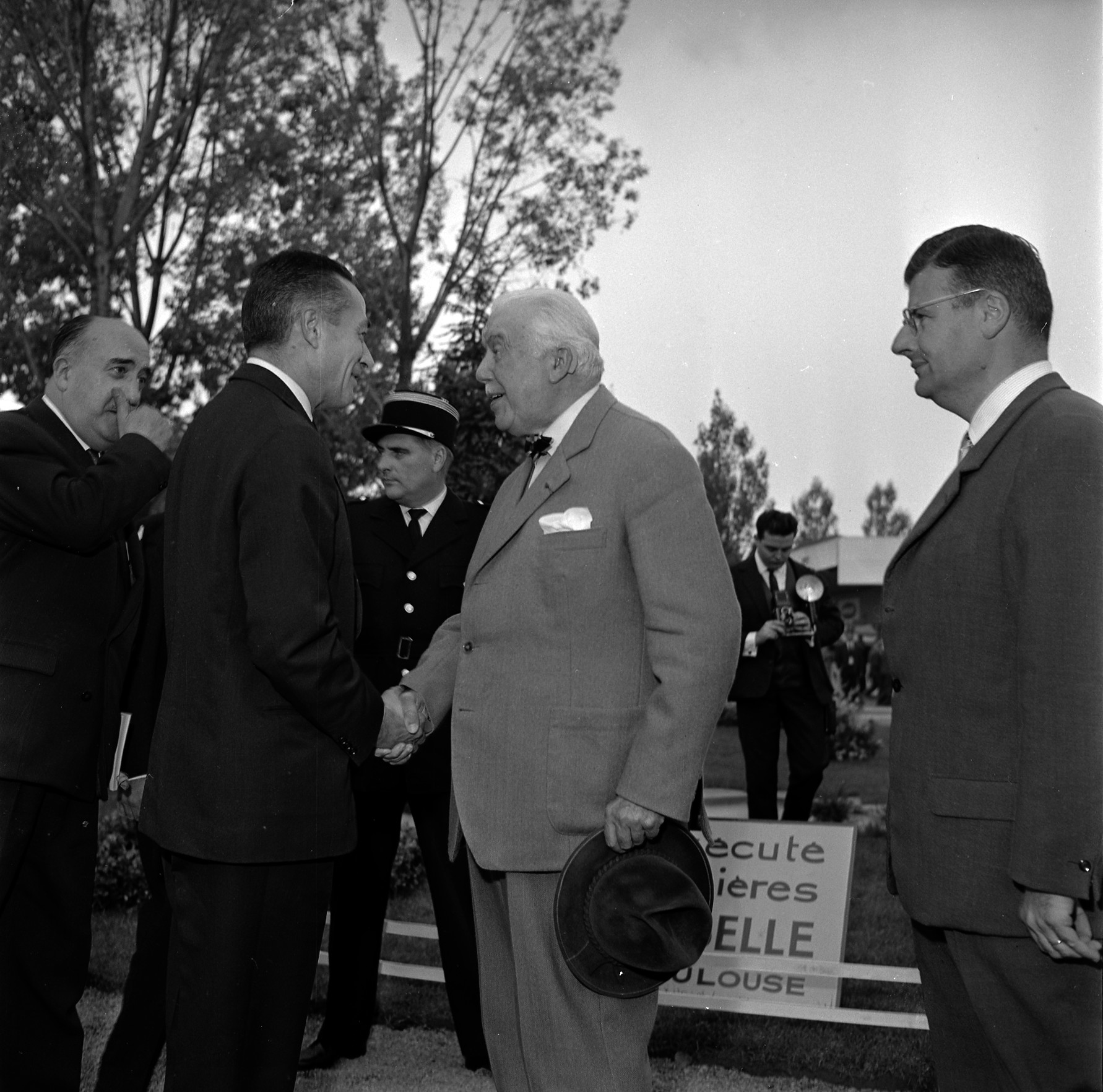
Félix Pourailly, représentant les Pépinières de la Flambelle, au Salon des Arts Ménagers en 1962.
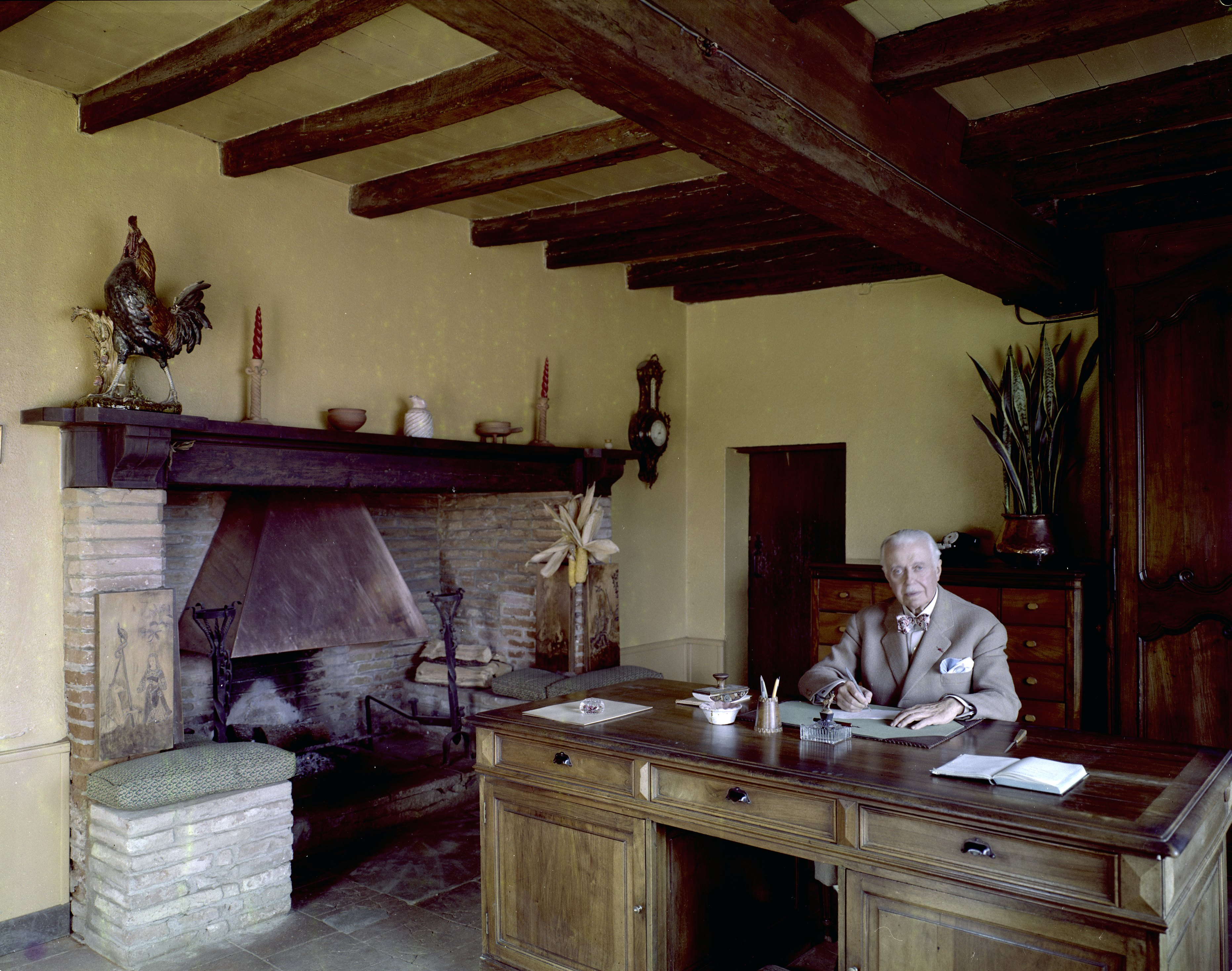
Félix Pourailly assis derrière son bureau dans sa propriété en 1964.
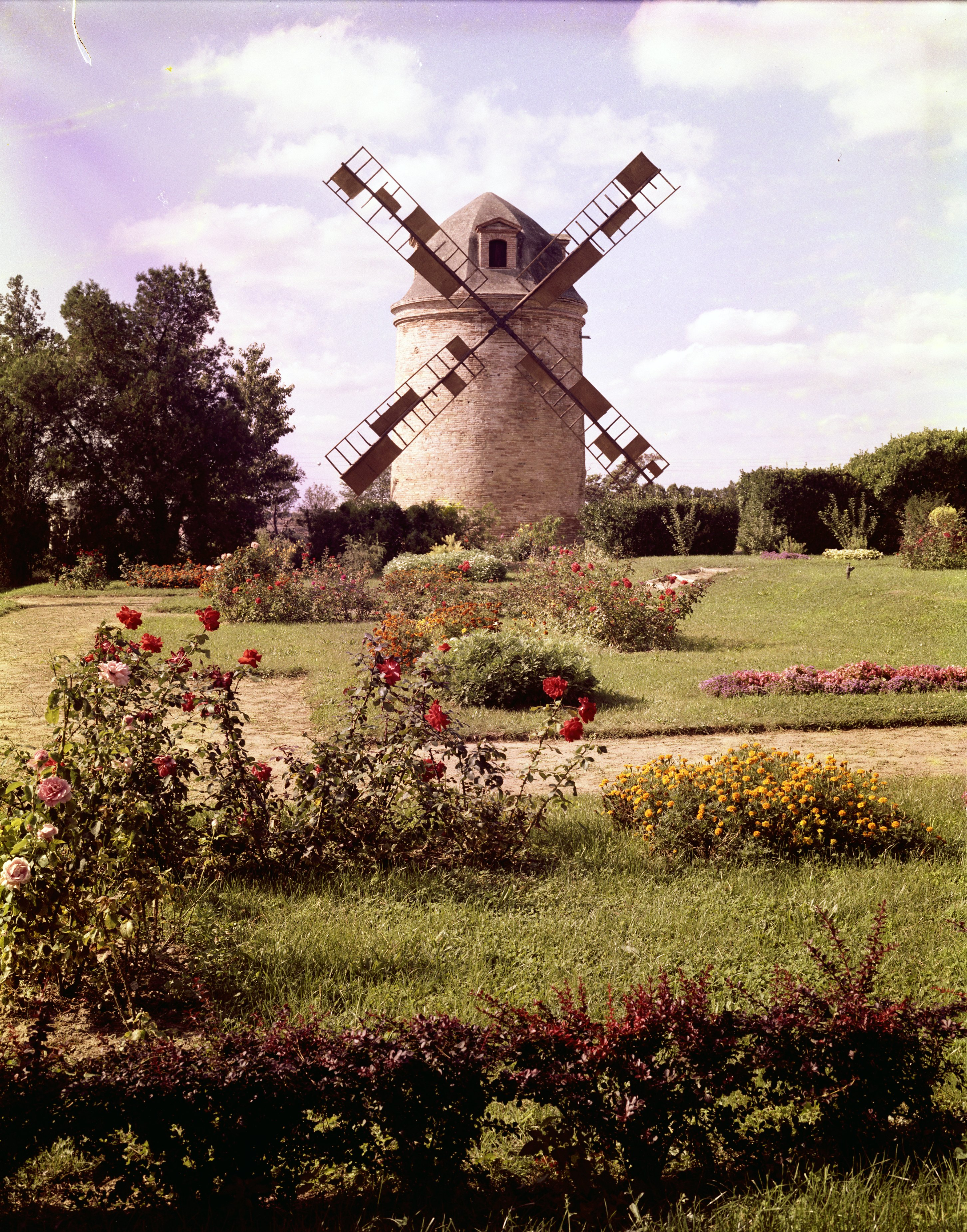
Vue d'un moulin dans le parc de la propriété.
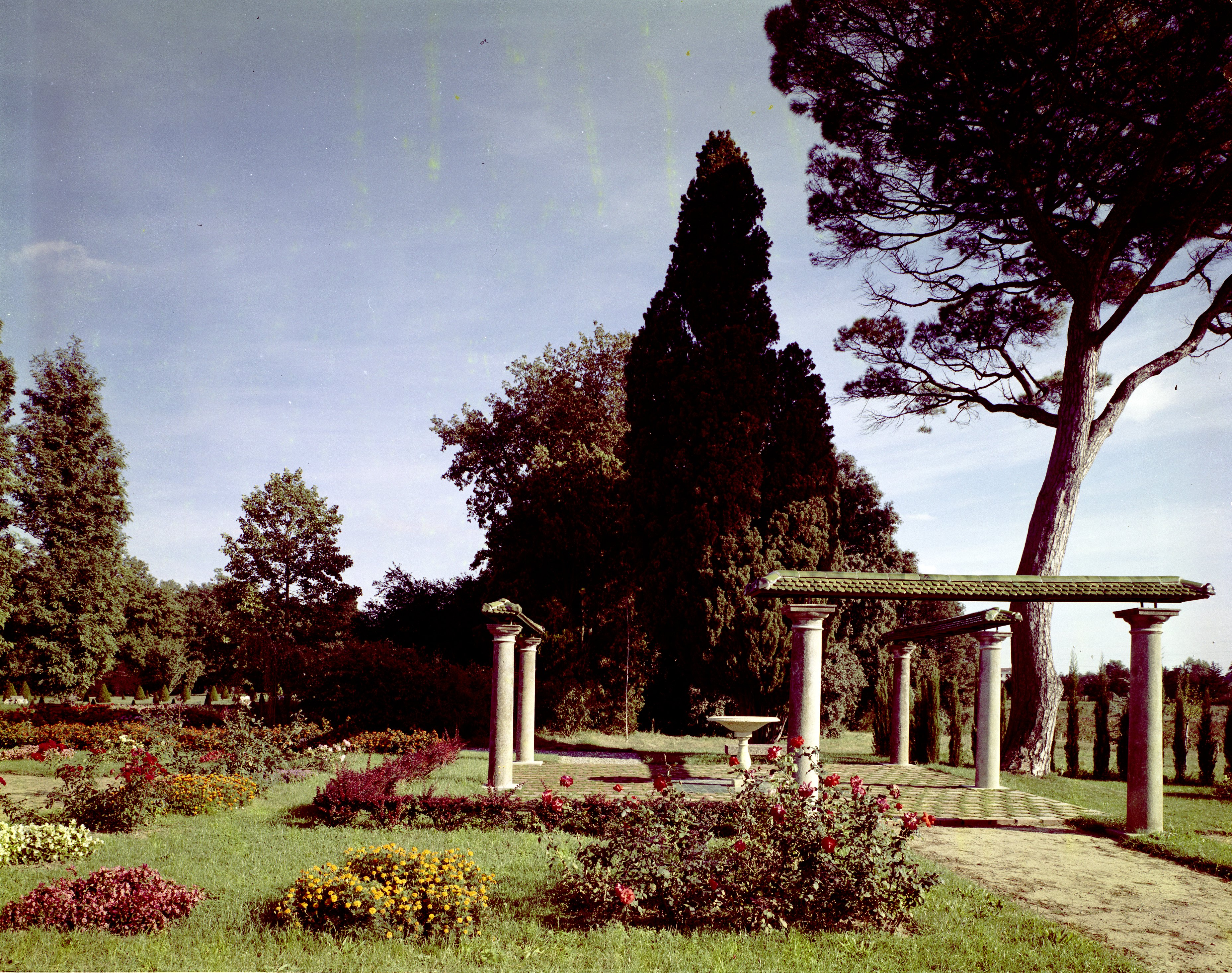
Vue d'une partie du parc de la propriété.
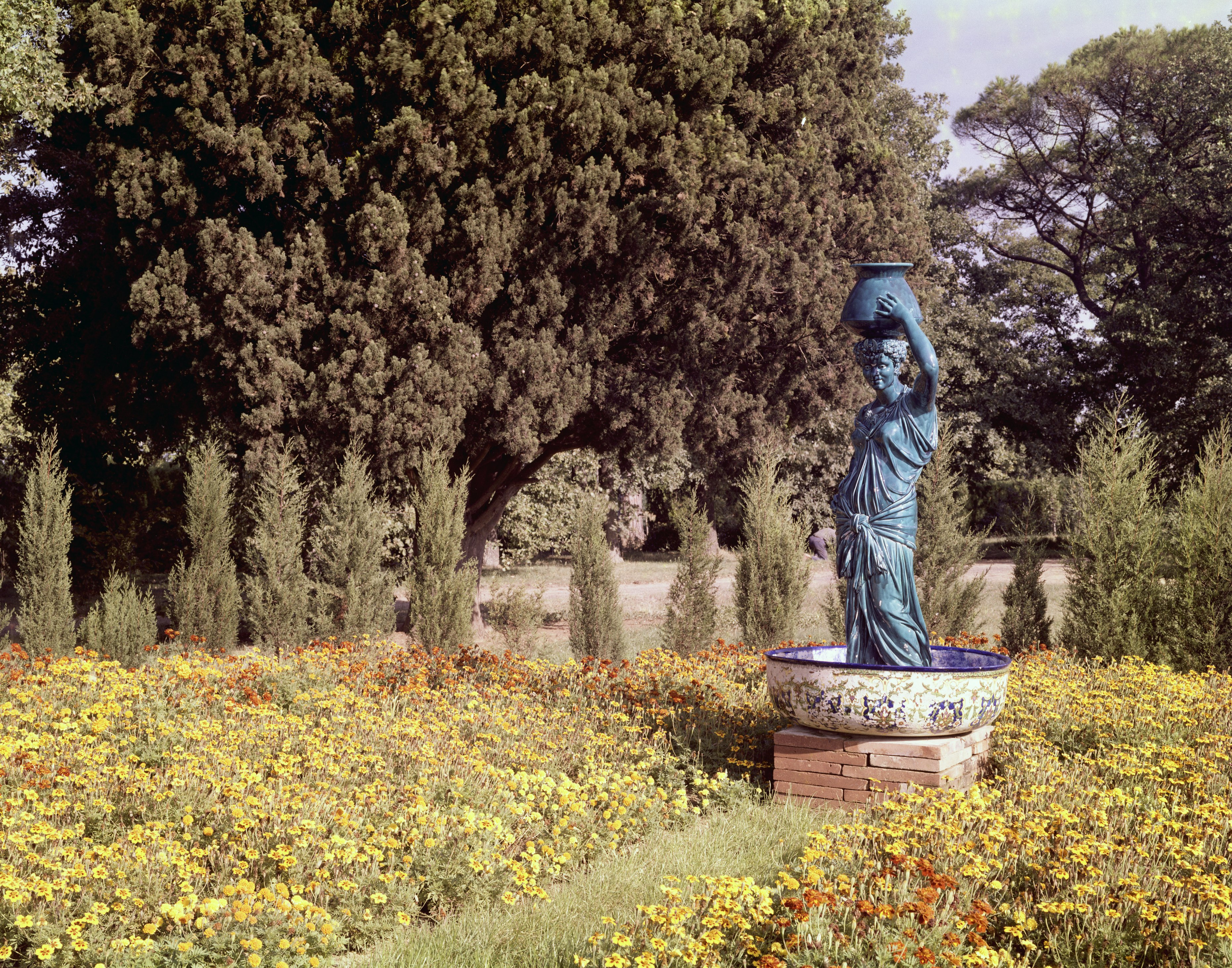
Vue d'une statue dans le parc de la propriété.
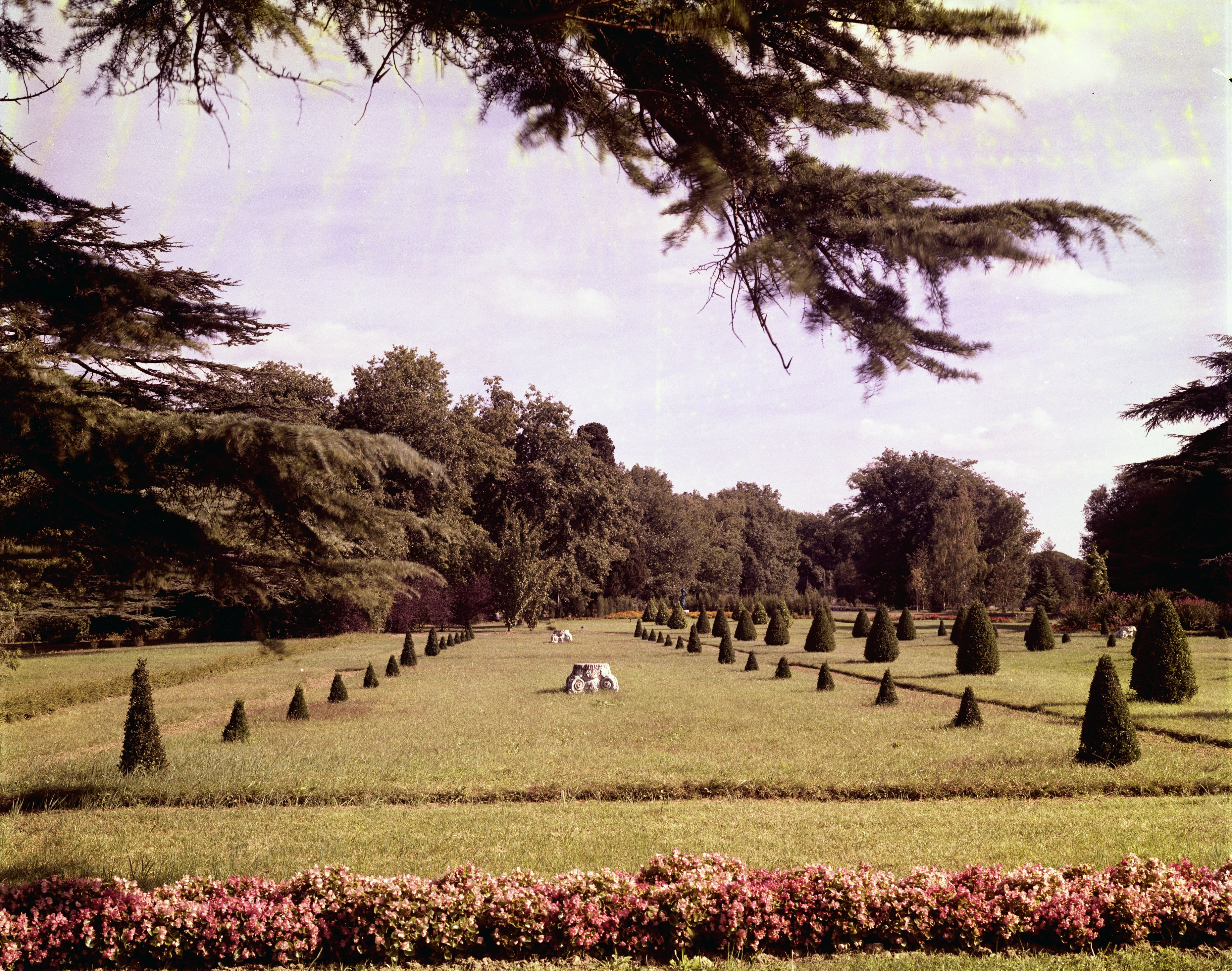
Vue d'une partie du parc de la propriété.